# Amtsgericht Haag in Oberbayern

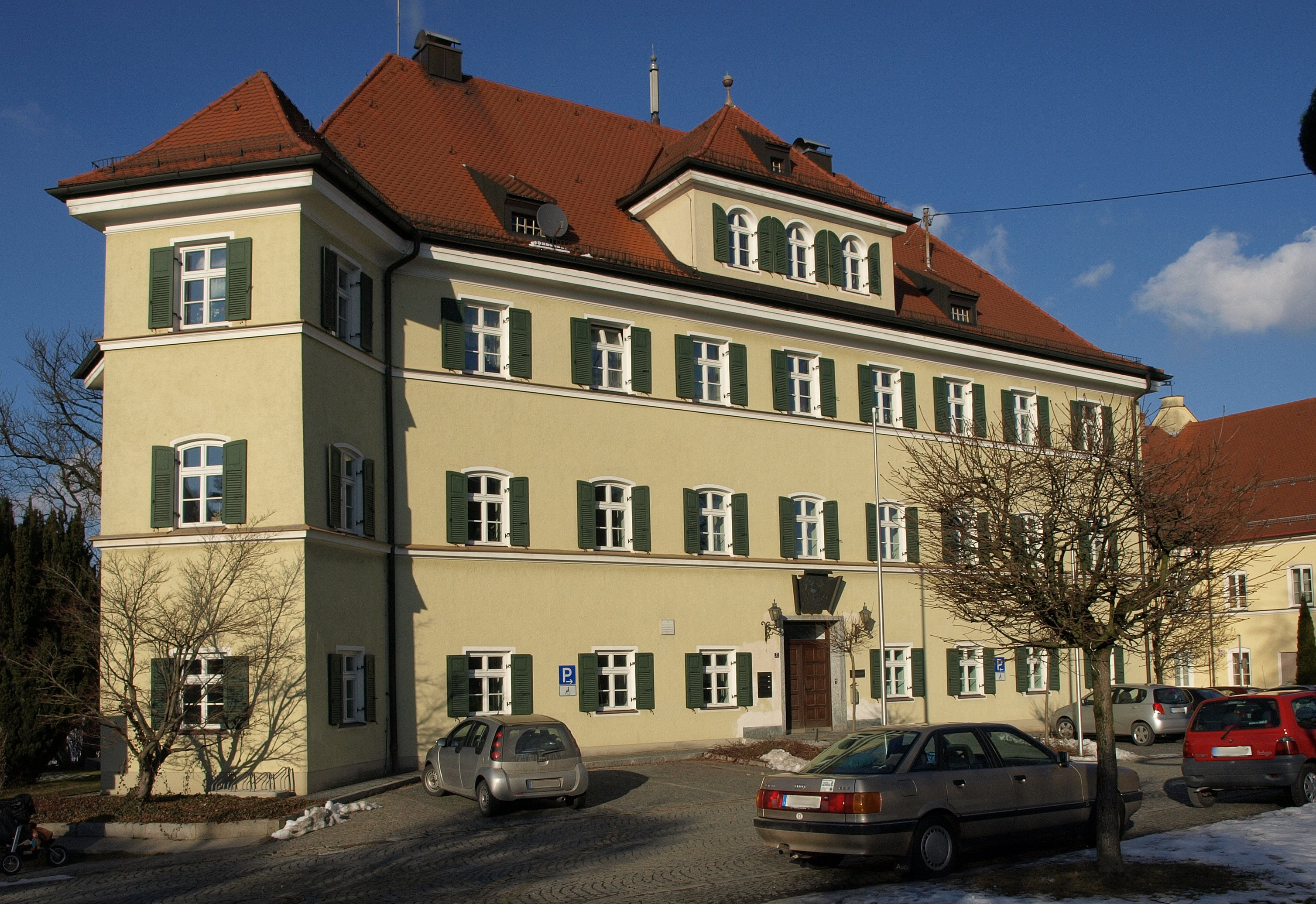
Das ehemalige Amtsgericht

Das Amtsgericht Haag in Oberbayern (auch Amtsgericht Haag i.OB) war ein von 1879 bis 1970 bestehendes Amtsgericht mit Sitz in Haag in Oberbayern.

## Geschichte
Bis 1803 war Haag eine, wenngleich bayrisch dominierte „freie, den bayrischen Kurlanden nicht eingegliederte Reichsgrafschaft“ mit eigenem Gericht. Anschließend wurde in Wasserburg am Inn ein bayerisches Landgericht älterer Ordnung errichtet, dass auch für den Bereich der früheren Reichsgrafschaft zuständig war. Aus Teilen dieses Landgerichts wurde 1838 das Landgericht Haag gebildet. Es umfasste die Gemeinden Albaching, Allmannsau, Au am Inn, Berg, Sankt Christoph, Dachberg, Fürholzen, Gars am Inn, Gatterberg, Haag in Oberbayern, Jeßling, Innach, Isen, Kirchdorf, Kronberg, Lappach, Lengmoos, Maitenbeth, Mittbach, Oberornau, Obertaufkirchen, Pyramoos, Rechtmehring, Reichertsheim, Rosenberg, Schiltern, Schleefeld, Schnaupping, Schönbrunn, Schwindegg, Schwindkirchen, Stadel, Thonbach, Utzenbichl, Westach, Winden und Sankt Wolfgang.
Die Trennung der administrativen und juristischen Aufgaben des Landgerichts erfolgte 1862. Dabei wurde das Bezirksamt Wasserburg durch den Zusammenschluss der Landgerichte älterer Ordnung Haag und Wasserburg neu gebildet, die Landgerichte bestanden aber als Gerichtsbehörden weiter. Im Gebiet des königlich bayerischen Bezirksamtes Wasserburg gab es die zwei Distriktsgemeinden Haag und Wasserburg.  
Anlässlich der Einführung des Gerichtsverfassungsgesetzes am 1. Oktober 1879 kam es zur Umbenennung des Landgerichts Haag in Amtsgericht Haag i.OB.  Übergeordnete Instanzen waren das Landgericht Traunstein und das Oberlandesgericht München. Mit Wirkung vom 1. Januar 1970 wurde dieses Amtsgericht aufgelöst und sein Bezirk dem Amtsgericht Wasserburg am Inn zugeteilt.

## Gebäude
Das Gericht befand sich am Marktplatz 7. Das ehemalige Amtsgericht und heutige Rathaus ist ein dreigeschossiger freistehender Walmdachbau mit Putzgliederung, Zwerchhaus und schräg stehendem Standerker, im Kern 1851. Es wurde 2003/2004 umgebaut.